# Тиестес
Эта статья — о вымершем животном. О мифологическом персонаже см. статью Фиест.

Тиестес (лат. Thyestes) — род вымерших морских бесчелюстных из семейства Thyestiidae отряда цефаласпидообразных или костнощитковых (Cephalaspidiformes), обитавших в древних морях на территории современной Европы, во времена верхнего силура (пржидольская эпоха). Внешне напоминает цефаласписа, но более близок к Auchenaspis и Tremataspis.

## В филателии
- Изображён на марках СССР в 1990 году (номинальная стоимость: 20 коп.). Художник А. Исаков.  (Mi #6120; Sc #5924).